# (133008) Snedden
Pour les articles homonymes, voir Snedden.
Ne doit pas être confondu avec Étoile de Sneden.
(133008) Snedden est un astéroïde de la ceinture principale.

## Description
(133008) Snedden est un astéroïde de la ceinture principale. Il fut découvert le 5 octobre 2002 à l'observatoire d'Apache Point par le programme Sloan Digital Sky Survey. Il présente une orbite caractérisée par un demi-grand axe de 3,17 UA, une excentricité de 0,20 et une inclinaison de 8,5° par rapport à l'écliptique.

## Compléments